# Dirk Frimout
Dirk Dries David Damiaan, Viscount Frimout, född 21 mars 1941, är en belgisk astronaut och ingenjör. Han blev 1992 den förste belgaren i rymden.
Asteroiden 5115 Frimout är uppkallad efter honom.

## Rymdfärd
- STS-45

## Utmärkelser
- Storofficer av Leopoldsorden,  1993[2]
- Hedersdoktor vid Universitetet i Liège,  2012[3]

[Redigera Wikidata]